# بيوتر ستارزينسكي
بيوتر ستارزينسكي (بالبولندية: Piotr Starzyński)‏ هو لاعب كرة قدم بولندي في مركز الهجوم، ولد في 22 يناير 2004 في كاتوفيتسه في بولندا. لعب مع فيسوا كراكوف.

## وصلات خارجية
- بيوتر ستارزينسكي على موقع قاعدة بيانات كرة القدم.إي يو (الإنجليزية)
- بيوتر ستارزينسكي على موقع Soccerway.com (الإنجليزية)